# فرديناند كورنيبيرجر
فرديناند كورنيبيرجر (بالإنجليزية: Ferdinand Kürnberger)‏ (3 يوليو 1821 - 14 أكتوبر 1879) هو كاتب نمساوي، ولد في فيينا، وتوفي في ميونخ. كان له تأثير في الأدب الفييني في ستينات وسبعينات القرن التاسع عشر. كان من أبرز المشاركين في ثورة عام 1848 التي ألزمته الفرار إلى درسدن في ألمانيا حيث اعتُقل في العام التالي.

## أعماله
- Geglaubt und vergessen (1836)
- Der Amerika-Müde, amerikanisches Kulturbild (1855)
- Ausgewählte Novellen (1858)
- Literarische Herzenssachen. Reflexionen und Kritiken (1877)
- Das Schloß der Frevel (1903)